# Нехода, Иван Иванович
Иван Иванович Нехода (24 июня 1910 — 17 октября 1963) — украинский советский поэт, прозаик, журналист, военный корреспондент, редактор. Участник Второй мировой войны. Публиковался с 1925 года. Автор более 40 сборников стихов. Много писал для детей, преимущественно стихи и сказки. Произведения переведены на разные языки народов СССР.

## Биография

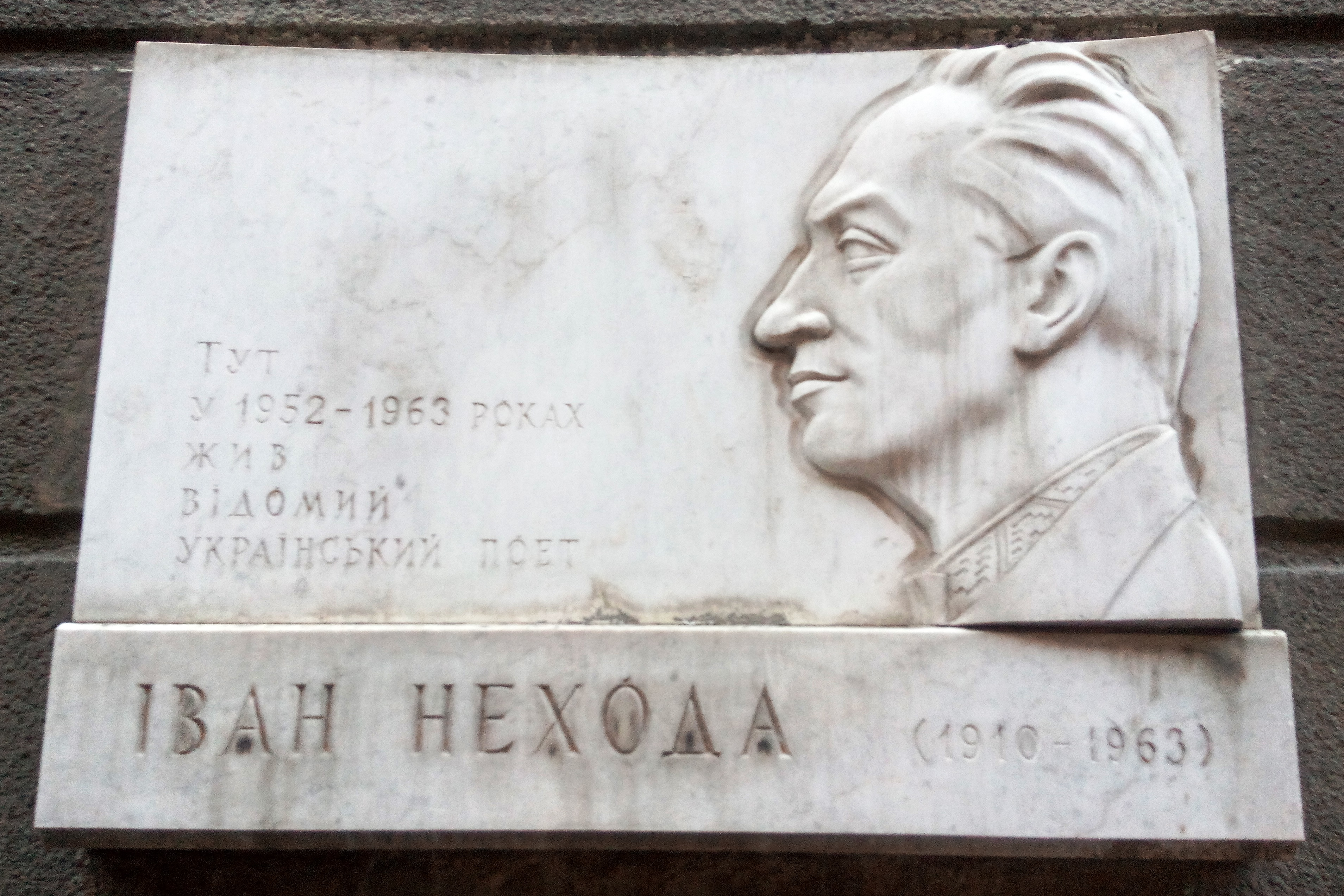
Мемориальная доска на доме в Киеве (Пассаж), где жил Иван Нехода

Родился 24 июня 1910 года в селе Алексеевка (ныне Краснокутского района Харьковской области) в крестьянской семье. Отец — юрист, Иван Сергеевич, умер молодым. Мать-вдова, Мария Павловна, в одиночку воспитывала четверых детей. Она была родом из села Диканька, Полтавской области, из древнего казацкого рода Сотников. Казацкое фамилия Нехода — означает «тот, кто не ходил», всегда был на коне.
С девяти лет работал пастухом. Осенью 1923 года вступил в детскую коммунистическую организацию «Юные пионеры имени Спартака», которая после смерти Ленина в 1924 году, была переименована в пионерскую организацию имени Ленина. Был звеньевым, позже — секретарём пионерской организации села Алексеевки. В 1925 году закончил четыре класса сельской начальной школы. В том же году был принят в комсомол.
В начале 1920-х годов над Алексеевкой взяли шефство работники харьковского отделения «Украинбанк». Они посещали село с лекциями, выставками, привозили книги, газеты и журналы. Шефы обратили внимание на Ивана и забрали его в Харьков, тогдашнюю столицу Советской Украины. Там устроили его лифтёром в «Украинбанк» (он и жил в том банке, спал на столе), а также — в вечернюю школу «Конторгуч», которая готовила счетоводов.
В 1925 году в Харькове начала выходить пионерская газета «На смену» — Иван устроился в ней корреспондентом. В том же году в Харьков приехал 13-летний Валентин Бычко. Он занёс в газету свои стихи и там познакомился и подружился с Иваном Неходой. А позже — стал его биографом.
Умер 17 октября 1963 года. Похоронен в Киеве на Байковом кладбище.

## Творчество
Писать стихи Иван Нехода начал ещё в начальной школе. Публиковал их в стенгазете. Печататься начал в 1925 году, в 15 лет — в пионерской газете «На смену» и журнале «Красные цветы». В конце 1920-х годов его стихотворение и печатали молодежные газеты, а позже — и литературные журналы для взрослых. На молодого поэта обратил внимание Валерьян Полищук, Иван Кулик, Павел Тычина. У последнего на квартире Иван Нехода неоднократно бывал вместе с Валентином Бычком — читали Павлу Тычине свои стихи.
В 1931 году вышел первый сборник поэта — «Красная армия». В 1932 году — «Первая помощь». В 1933 году Иван Нехода в соавторстве с Валентином Бычко написал песню, которая была рекомендована к изучению в колхозных школах. Юные пионеры отчитывались второму секретарю ЦК КП(б)У Павлу Постышеву о том, как они высматривают «врага ненавистного» — своих односельчан, которые пытаются найти в поле хлеб. Отчитывались о том, как «в боях жестоких» защищают урожай, которому «нет границ, ни края» Космина Юрий.
Песня-рапорт ООО. П. Постышеву
Слова Ивана Неходы и Валентина Бычко 

Муз. Таисии Шутенко
| Эй, ни границ, ни края нашем урожая, Стынет-остывает, гнется к земле. Полем необозримым пионердозоры Вышли стоить колосистый хлеб. Припев: Мы песню свою закаляли в бою, Её несем, как флаг, О нашей работе Тебя, Товарищ Постышев, рапорт. | В ржи высоких зашумели шаги. — Кто там? То не ветер, и не суслик. Видно нам с вышки, как ползает тайком Враг ненавистный, таща мешок. (Припев) На полях колхозных мы были не гости, Каждую мы зерно в поле берегли. С родителями рядом стали им на помощь, В боях жестоких крепят и росли. | (Припев) И направляется вот мы в богатую осень. — Здравствуй, дорогая школа, двери открывай! Сядем за книгу и науки вышку Будем штурмовать упрямым обучением. |

В 1935 году вышел первый сборник стихов Неходы для детей — «Песня радости», от которой сам поэт продолжал литературное исчисление. В общем Иван Нехода написал более 40 книг стихов:
- «Голубь-гонец» (1936)
- «Начало песни» (1937)
- «Днепровский край» (1939)
- «Моя книга» (1940)
- «Растите счастливо» (1947)
- «Смотрю на карту Украины» (1949)
- «Под счастливой звездой» (1950)
- «Сказки» (1951)
- «Дума о дружбе» (1954)
- «Избранное» (1956)
- «Тебе, любимая» (1960)
- «Мы живем на Украине» (1960)
- «На Украине милой» (1961)
- «Сад» (1971)
- «Избранное» (1981) и другие.

Великой Отечественной посвящены сборники:
- «Я иду в бой» (1942)
- «Южный фронт» (1943)
- «Сталина солдаты» (1943)
- «Лесные дома» (1944)
- «Дорога в праздник» (1945)
- «Солнце мая» (1947)

Во время Великой Отечественной войны стихи посвящал своей дочери и жене, которые остались в тылу, воспевал подвиги советских солдат. Во многих фронтовых газетах публиковались его стихи на украинском и русском языках. Работал на украиноязычной радиостанции «Радянська Україна» («Советская Украина»), вещавшей из Москвы на оккупированную территорию.
После победы приехал в Киев, начал серию сказок для детей — своеобразную поэтическую антологию сказок народов мира. Использовав малоизвестные или совсем неизвестные народные сказочные сюжеты, создал оригинальные произведения. Также продолжил писать лирику и публицистику, готовился к работе над большим стихотворным романом о судьбе молодого поколения в годы войны — «Кто сеет ветер», который закончил только в 1959 году, за 4 года до смерти.
В целом почти половина сборников поэта — для детей. Именно Нехода — автор известного стихотворения-песенки «В лесу, лесу тёмном» («Песня о Ёлке»), который стал своеобразным гимном украиноязычных новогодних праздников. Эту песню исполняют в детских садах и школах. Мелодия песни заимствована у русской новогодней песенки «В лесу родилась ёлочка».

## Награды
- орден Трудового Красного Знамени (24.11.1960 )
- ордена Отечественной войны  (18 июня 1946), Красной Звезды (29 февраля 1943), медали СССР.

## Память
- В 1965 году в Киеве в честь Ивана Неходы была названа улица. Его имя носит также улица в Харькове.